# جنتا
جنتا هي إحدى القرى اللبنانية من قرى قضاء بعلبك في محافظة بعلبك الهرمل، تبعد عن بيروت مسافة 75 كيلومتر وترتفع عن سطح البحر 1080 مترا. تبلغ مساحة جنتا 1373 هكتارات، ويبلغ عدد سكانها 345 نسمة.